# Horvatska
A Horvatska (másképpen Horvatski potok) egy folyó Horvátország északnyugati részén, a Horvát Zagorje területén, a Korpona mellékvize.
A Horvatska Desinićtől északnyugatra a 485 méteres Štruklec brega és a 474 méteres Koštrunova brega területén ered és 31 km megtétele után Veliko Trgovišće határában ömlik a Krapina folyóba. A folyó völgyében fekszenek Tuhelj és Tuheljske Toplice települések.